# Qualificazioni al campionato europeo femminile di calcio 2017 - Fase a gironi, gruppo 8
Il gruppo 8 delle qualificazioni al campionato europeo femminile di calcio 2017 è composto da cinque nazionali: Austria, Galles, Israele, Kazakistan e Norvegia. La composizione degli otto gruppi nella fase a gironi di qualificazione venne decisa dal sorteggio tenutosi il 20 aprile 2015.
Il torneo si è disputato con la formula del girone all'italiana, con le squadre che si sono affrontate con partite di andata e ritorno. La vincitrice del girone si è qualificata direttamente per la fase finale del torneo, mentre la seconda classificata è stata direttamente qualificate se risultata una delle sei migliori seconde tra tutti gli otto gruppi (non contando i risultati contro le squadre giunte al quinto posto nel girone); in caso contrario le due restanti si sono giocate la partecipazione alla fase successiva nella fase dei play-off.

## Classifica finale
| Squadra    | Pt | G | V | N | P | GF | GS | DR  |
| ---------- | -- | - | - | - | - | -- | -- | --- |
| Norvegia   | 22 | 8 | 7 | 1 | 0 | 29 | 2  | +27 |
| Austria    | 17 | 8 | 5 | 2 | 1 | 18 | 4  | +14 |
| Galles     | 11 | 8 | 3 | 2 | 3 | 13 | 11 | +2  |
| Kazakistan | 4  | 8 | 1 | 1 | 6 | 2  | 30 | -28 |
| Israele    | 2  | 8 | 0 | 2 | 6 | 2  | 17 | -15 |

|            | Austria (bandiera) | Galles (bandiera) | Israele (bandiera) | Kazakistan (bandiera) | Norvegia (bandiera) |
| ---------- | ------------------ | ----------------- | ------------------ | --------------------- | ------------------- |
| Austria    |                    | 3 - 0             | 4 - 0              | 6 - 1                 | 0 - 1               |
| Galles     | 0 - 0              |                   | 3 - 0              | 4 - 0                 | 0 - 2               |
| Israele    | 0 - 1              | 2 - 2             |                    | 0 - 0                 | 0 - 1               |
| Kazakistan | 0 - 2              | 0 - 4             | 1 - 0              |                       | 0 - 4               |
| Norvegia   | 2 - 2              | 4 - 0             | 5 - 0              | 10 - 0                |                     |

## Risultati
Tutti gli orari sono CEST (UTC+2) per le date dal 29 marzo al 24 ottobre 2015 e tra il 27 marzo e il 29 ottobre 2016, per le altre date sono CET (UTC+1).
| Arbitro: | Gordana Kuzmanović |

|  |           |                  |
|  | Marcatori | 45+1’, 89’ Billa |

| Arbitro: | Simona Ghisletta |

|  |           |                                       |
|  | Marcatori | 19’, 27’ Ad. Hegerberg 51’, 61’ Haavi |

| Arbitro: | Florence Guillemin |

|                                       |           |  |
| Schiechtl 25’ Puntigam 73’ Burger 86’ | Marcatori |  |

| Lod 22 ottobre 2015, ore 18:00 | Israele         | 0 – 0 referto | Kazakistan | Lod Municipal Stadium (100 spett.)\| Arbitro: \| Ivana Martinčić \| |
| Arbitro:                       | Ivana Martinčić |               |            |                                                                     |

| Arbitro: | Bibiana Steinhaus |

|                                                   |           |  |
| Herlovsen 30’, 71’ Ad. Hegerberg 39’ Mjelde 90+3’ | Marcatori |  |

| Arbitro: | Karolina Radzik-Johan |

|  |           |              |
|  | Marcatori | 48’ Prohaska |

| Arbitro: | Tanja Subotič |

|                                |           |  |
| Harding 48’ Ward 60’, 62’, 83’ | Marcatori |  |

| Arbitro: | Marta Frias Acedo |

|                        |           |                  |
| Falkon 25’ Shelina 83’ | Marcatori | 59’, 80’ Harding |

| Arbitro: | Sabine Bonnin |

|  |           |                   |
|  | Marcatori | 25’ Ad. Hegerberg |

| Arbitro: | Paula Brady |

|                                                                   |           |                 |
| Schiechtl 13’ Billa 15’, 88’ Aschauer 18’ Zadrazil 32’ Burger 36’ | Marcatori | 79’ Kirgizbaeva |

| Arbitro: | Lorraine Clark |

|  |           |                      |
|  | Marcatori | 23’ (rig.) Mykjåland |

| Arbitro: | Tania Fernandes Morais |

|  |           |                                            |
|  | Marcatori | 15’, 23’ Green 60’ (rig.), 81’ (rig.) Ward |

| Arbitro: | Galiya Echeva |

|            |           |  |
| Yalova 69’ | Marcatori |  |

| Arbitro: | Riem Hussein |

|                          |           |                            |
| Mjelde 23’ Herlovsen 56’ | Marcatori | 13’ Burger 85’ Feiersinger |

| Arbitro: | Sofia Karagiorgi |

|                                                  |           |  |
| Burger 4’, 19’ Barqui 41’ (aut.) Kirchberger 78’ | Marcatori |  |

| Arbitro: | Zuzana Kováčová |

|  |           |                        |
|  | Marcatori | 69’, 81’ Ad. Hegerberg |

| Arbitro: | Tess Olofsson |

| |           |  |
| Ad. Hegerberg 8’ Herlovsen 10’, 12’, 79’ Reinås 21’ Mjelde 23’, 45+1’ Graham Hansen 29’ Isaksen 77’ An. Hegerberg 81’ | Marcatori |  |

| Arbitro: | Eszter Urban |

|                            |           |  |
| Ward 16’, 32’ Estcourt 59’ | Marcatori |  |

| Arbitro: | Paula Brady |

|                                                        |           |  |
| Ad. Hegerberg 43’, 48’, 52’ Bøe Risa 71’ Herlovsen 80’ | Marcatori |  |

| Newport 20 settembre 2016, ore 19:00 | Galles | 0 – 0 referto | Austria | Rodney Parade (705 spett.) |

## Statistiche

### Classifica marcatrici
10 reti
- Ada Hegerberg

7 reti
- Isabell Herlovsen
- Helen Ward (2 rig.)

5 reti
- Nina Burger

4 reti
- Nicole Billa
- Maren Mjelde

3 reti
- Natasha Harding

2 reti
- Katharina Schiechtl

- Emilie Haavi

- Kayleigh Green

1 rete
- Verena Aschauer
- Laura Feiersinger
- Virginia Kirchberger
- Nadine Prohaska
- Sarah Puntigam
- Sarah Zadrazil

- Lee Falkon
- Rachel Shelina Israel
- Begaim Kirgizbaeva
- Mariya Yalova
- Vilde Bøe Risa
- Caroline Graham Hansen

- Andrine Hegerberg
- Ingvild Isaksen
- Lene Mykjåland (1 rig.)
- Stine Reinås
- Charlie Estcourt

Autoreti
- Maya Barqui (a favore dell'Austria)